# باتون روج (لويزيانا)
باتون روج (بالإنجليزية: Baton Rouge)؛ من الفرنسية Bâton-Rouge وتعني "العصا الحمراء"، هي عاصمة ولاية لويزيانا الأمريكية وثاني أكبر مدينة فيها. وهي مقر أبرشية إيست باتون روج، تقع على الضفة الشرقية لنهر المسيسيبي.
وبصفتها العاصمة، فإن باتون روج هي المحور السياسي لولاية لويزيانا،  وهي ثاني أكبر مدينة في الولاية بعد نيو أورليانز، مع عدد سكان يقدر بنحو 228,590 في عام 2015. المنطقة العمرانية المحيطة بالمدينة، والمعروفة باسم باتون روج الكبرى، هي أيضا ثاني أكبر منطقة في لويزيانا، ويبلغ عدد سكانها 830,480 نسمة حسب تقديرات عام 2015. ويبلغ عدد سكان المناطق الحضرية حوالي 594,309 نسمة.
باتون روج هي مركز صناعي وبتروكيماوي وطبي وبحثي، وسينمائي،  وتقني  في جنوب الولايات المتحدة. ميناء باتون روج الكبرى هو عاشر أكبر ميناء في الولايات المتحدة من حيث الحمولات التي يتم شحنها، وهو أبعد ميناء داخل نهر ميسيسيبي قادرة على التعامل مع سفن باناماكس.
تدين منطقة باتون روج بأهميتها التاريخية لموقعها الاستراتيجي على جرف إستراوما، وهو أول جسر طبيعي من دلتا نهر المسيسيبي. وقد سمح ذلك بتطوير منطقة أعمال بمأمن من الفيضانات الموسمية. وبالإضافة إلى ذلك، بنيت المدينة نظام سدود يمتد من الجرف جنوبا لحماية النهر والمناطق الزراعية المنخفضة. المدينة هي مركز غني ثقافيا، حيث استوطنها المهاجرون من عديد الدول الأوروبية والشعوب الأفريقية. حكمت من قبل سبع حكومات مختلفة: الفرنسية والبريطانية والإسبانية في الحقبة الاستعمارية، وجمهورية غرب فلوريدا، وكان مقاطعة ثم ولاية تحت حكم الولايات المتحدة، ثم أصبحت تحت حكم الكونفدرالية قبل أن تعود لراية الولايات المتحدة مرة أخرى.